# Asedio de Acre (1799)
El asedio de Acre fue un frustrado intento del Ejército de Oriente Francés al mando de Napoleón Bonaparte de tomar esta fortaleza otomana en su fallida expedición a Siria.

## Fuerzas desplegadas y estado del ejército de Bonaparte
El 19 de marzo el Ejército francés de Oriente llega ante Acre, bien fortificada y defendida por 35.000 turcos al mando de Djezzar el Carnicero, Bajá de Damasco, a los que se han sumado cuatro días antes dos barcos ingleses con 10 000 marineros ingleses al mando del comodoro Sidney Smith, que impiden a Napoleón desplegar todo su ejército contra la ciudad al estar al alcance de sus cañones. 
Por si fuera poco, los 13 000 franceses, que venían con pocos suministros y agotados de una marcha por el litoral costero sirio de 250 km desde Gaza, además han sufrido muchísimas bajas por enfermedad; el general Desaix informa que por entonces unos 1400 soldados están afectados, padeciendo un centenar de ellos de ceguera.

## 1.º ataque francés
El 28 de marzo, los franceses lanzan un asalto contra los muros de la ciudad, que fracasa.
En abril, Bonaparte es informado de que un gran ejército turco se podría estar concentrando en torno al Jordán para atacarle por su retaguardia y socorrer a los sitiados, con víveres de sobra y con los que colaboran los británicos. Napoleón encomienda una parte de sus tropas al general Kléber para realizar un reconocimiento del río Jordán.

## 2.º ataque francés
Del 1 al 10 de mayo se reanudan los bombardeos franceses contra la plaza y se realizan varios asaltos más, que resultan infructuosos. La moral de la tropa invasora se reduce al mínimo tanto por sus fracasos como por las enfermedades, hasta que finalmente comienzan a carecer de alimentos. Poco después, Napoleón se entera de que barcos británicos han salido de Rodas hacia Egipto transportando tropas turcas.

## Derrota francesa y retirada
Bonaparte achaca la victoria otomana en Acre a la presencia del comodoro Smith. Además le informan de que los turcos ya desembarcaron en marzo otro contingente en Egipto, en la retaguardia francesa, por lo que debe volver inmediatamente.
Los franceses han perdido más de 2.000 hombres en el sitio de Acre, casi todos por enfermedad, y varios miles más están aún convalecientes.
El 20 de mayo, Napoleón levanta el sitio del Acre y al día siguiente el contingente francés se retira hacia Egipto, a donde sólo retornarán unos 7000 soldados. La expedición francesa a Oriente Próximo se revela como un desastre, y Bonaparte comienza a pensar otra forma de burlar el bloqueo naval británico, aunque sea en solitario, partiendo el 23 de agosto y desembarcando en Francia el 3 de octubre.